# 1855年哲學
1855年哲學事件  

## 著作
- 索倫·奧貝·克爾凱郭爾, 《The Moment》

## 出生
- 7月26日 – 斐迪南·滕尼斯，德國社會學家、經濟學家和哲學家，死於1936年。
- 4月29日 - 儒勒·昂利·庞加莱，法國數學家、理論科學家和科學哲學家，死於1912年。
- 9月9日 – 休斯顿·斯图尔特·张伯伦，德國英國裔政治哲學、自然科學及華格納傳記作家。，死於1927年。
- 11月20日 - 約西亞·羅伊斯，美國唯心主義哲學家，死於1916年。
- 阿道夫·斯托爾（英语：Adolph Stöhr）, 奧地利哲學家、邏輯學家和教授，死於1921年。

## 死亡
- 2月23日 - 卡爾·弗里德里希·高斯，「數學王子」 德國數學家、物理學家、天文學家、大地測量學家，生於1777年。
- 3月29日 – 亨利·德瑞，瑞士哲學家和政治家，生於1799年。
- 6月3日 - 克齊斯茨托夫·塞萊斯廷·姆羅哥維斯（英语：Krzysztof Celestyn Mrongovius），新教牧師、作家、哲學家、語言學家和翻譯家，生於1764年。
- 7月1日 – 安東尼奧·羅斯米尼，意大利羅馬天主教神父和哲學家，生於1797年。
- 8月29日 - 艾薩克·塞繆爾·雷焦奧（英语：Isaac_Samuel_Reggio），奧裔意大利拉比、哲學家和教育家，生於1784年。
- 11月11日 - 索倫·奧貝·克爾凱郭爾，丹麥作家、神學家和哲學家，生於1813年。